# 저우쉰
저우쉰(주신, 중국어: 周迅, 병음: Zhōu Xùn, 1974년 10월 18일 ~ )은 중화인민공화국의 배우이다.

## 생애
중국 저장성 출신으로 항주 예술학교에서 무용을 배우며 가창력과 연기력을 키워온 중국 배우 저우쉰. 그녀는 중국 내 유명 감독들과 다수의 작품을 해오며 주목을 받기 시작해 이제 중국 대륙의 4대 천후라고 불릴 만큼 성장했다. 천카이거 감독의 <풍월>로 스크린 데뷔를 마친 뒤 몇 작품의 단역을 거쳐 2000년 로예 감독의 <수쥬>에서 1인 2역의 첫 주연을 맡아 파리영화제 최우수 여우상을 받았다. 또한 연이어 그녀는 유럽전역에 방영된 TV드라마를 통해 국제적으로 주목을 받은 후 중국과 프랑스 공동제작영화 <소재봉>에 출연하여 Brand Ingrid Millet Paris에서 신인연기상을 받았다. 또한 프루트 첸 감독의 2001년 작 <할리우드 홍콩>이란 작품으로 제39회 금마장영화제에서 최우수 여자배우상 후보에 오름과 동시에 그녀가 불렀던 이 영화의 주제가가 노미네이트되면서 그녀의 다재 다능함을 인정받기 시작했다. <퍼햅스 러브>에 출연하기 바로 전엔 드라마 <2003 사조영웅전>의 황용역을 맡아 TV에서 활동하였다.

## 출연 작품

### 영화
- 1991년
  - 《고묘황재》 - 교나 역

- 1995년
  - 《소교처》 - 양양 역
  - 《여아홍》 - 화조 역

- 1996년
  - 《풍월》 - 소무녀 역

- 1998년
  - 《요리사와 세 남자》 - 나고낭 역
  - 《시황제 암살》 - 맹녀 역

- 2000년
  - 《수쥬》 - 무단 역
  - 《여과몰유애》 - 쉰 역

- 2001년
  - 《북경 자전거》 - 친 역
  - 《헐리우드 홍콩》 - 둥둥/홍홍 역

- 2002년
  - 《연우홍안》 - 조영정 역
  - 《나시화개》 - 환자 역
  - 《소재봉》 - 소재봉 역

- 2004년
  - 《사랑에 빠진 바오버》 - 바오버 역

- 2005년
  - 《미인의구》 - 소비 역
  - 《생사겁》 - 언니 역
  - 《퍼햅스 러브》 - 손나 역

- 2006년
- 《야연》 - 청녀 역

- 2007년
- 《밍밍》 - 밍밍/나나 역

- 2008년
  - 《사랑과 죽음의 방정식》 - 이미 역
  - 《화피》 - 소유 역
  - 《올 어바웃 우먼》 - 오판판 역

- 2009년
  - 《바람의 소리》 - 고효몽 역

- 2010년
  - 《공자 - 춘추전국시대》 - 남자 역
  - 《소걸아: 취권의 창시자》 - 원영 역

- 2011년
  - 《건당위업》 - 왕회오 역
  - 《용문비갑 》 - 능안추 역

- 2012년
  - 《대마술사》 - 류음 역
  - 《화피 2》 - 소유 역
  - 《청풍자》 - 장학녕 역
  - 《클라우드 아틀라스》 - 탤봇 / 호텔 매니저 / 유나-939 / 로즈 역

- 2014년
  - 《절청풍운 3》 - 완월화 역

### 드라마
- 1998년
  - 《경단풍운》 - 린페이페이 역

- 1999년
  - 《소흥소야》 - 풍연연 역
  - 《녹의홍낭》 - 범소훤 역

- 2000년
  - 《태평천국》 - 석익양 역
  - 《금전본색》 - 맨디 역
  - 《개심취호》 - 담격격 역
  - 《대명궁사》 - 태평공주 역
  - 《인간사월천》 - 임휘음 역
  - 《심망》 - 나뉴 역
  - 《연래일가인》 - 도도 역

- 2001년
  - 《상무상우우상풍》 - 두심우 역
  - 《귤자홍료》 - 수화 역

- 2003년
  - 《사조영웅전》 - 황용 역
  - 《해탄》 - 아동 역
  - 《매판지가》 - 소백원 역

- 2014년
  - 《홍고량》 - 대구련 역